# Церква Святої Марії Німецької
31°46′32″ пн. ш. 35°13′59″ сх. д. / 31.775598° пн. ш. 35.233028° сх. д.
Церква Святої Марії Німецької    (івр. כנסיית מרים של הגרמנים, лат. Santa Maria Alemannorum or Santa Maria Alemanna)  — католицька церква, побудована в романському стилі, нині в руїнах, розташована в Старому місті Єрусалиму  на північно-східному схилі гори Сіон.

## Історія
Створено в 1126 році, після Першого хрестового походу, коли німецький паломник і його дружина, імена яких невідомі, заснували хоспіс для паломників зі Священної Римської імперії. Згодом приєднався до Притулку св. Іоанна Єрусалимського. Целестин II в 1143 році бере лікарню під свій захист. Будівля була частково зруйнована нападами 1187 року та перебудована у 1229 році. Фрідріх II передав його Тевтонським лицарям у квітні 1229 року, але потім за наказом папи Григорія IX він перейшов до Ордена Святого Іоанна. В результаті захоплення Єрусалима в 1244 році, хоспіс і церква залишилися в руїнах. 
Руїни були виявлені в 1872 році Т. Дрейком. Зараз вони частково відкриті як частина громадського археологічного парку. 

## Галерея

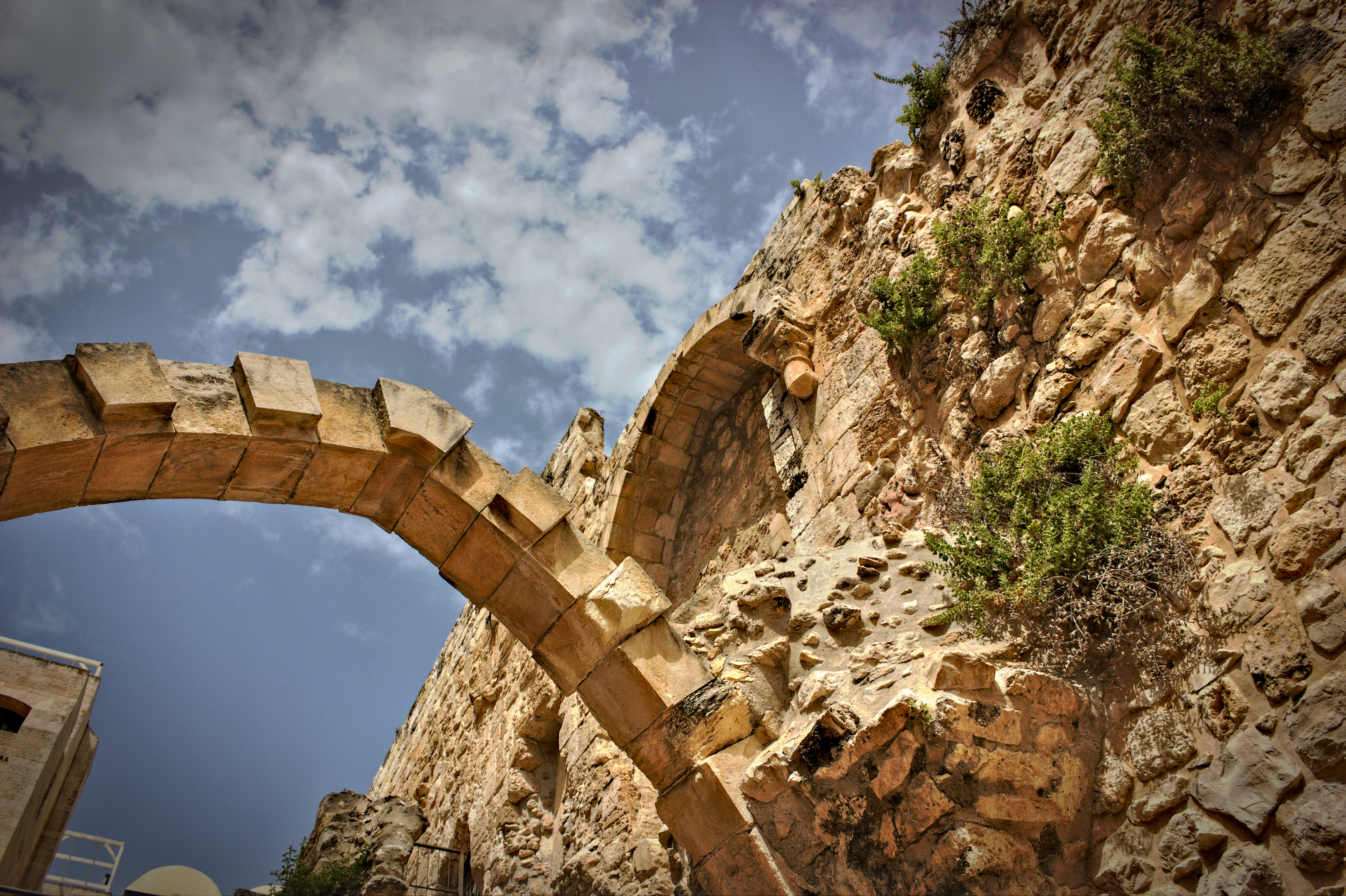
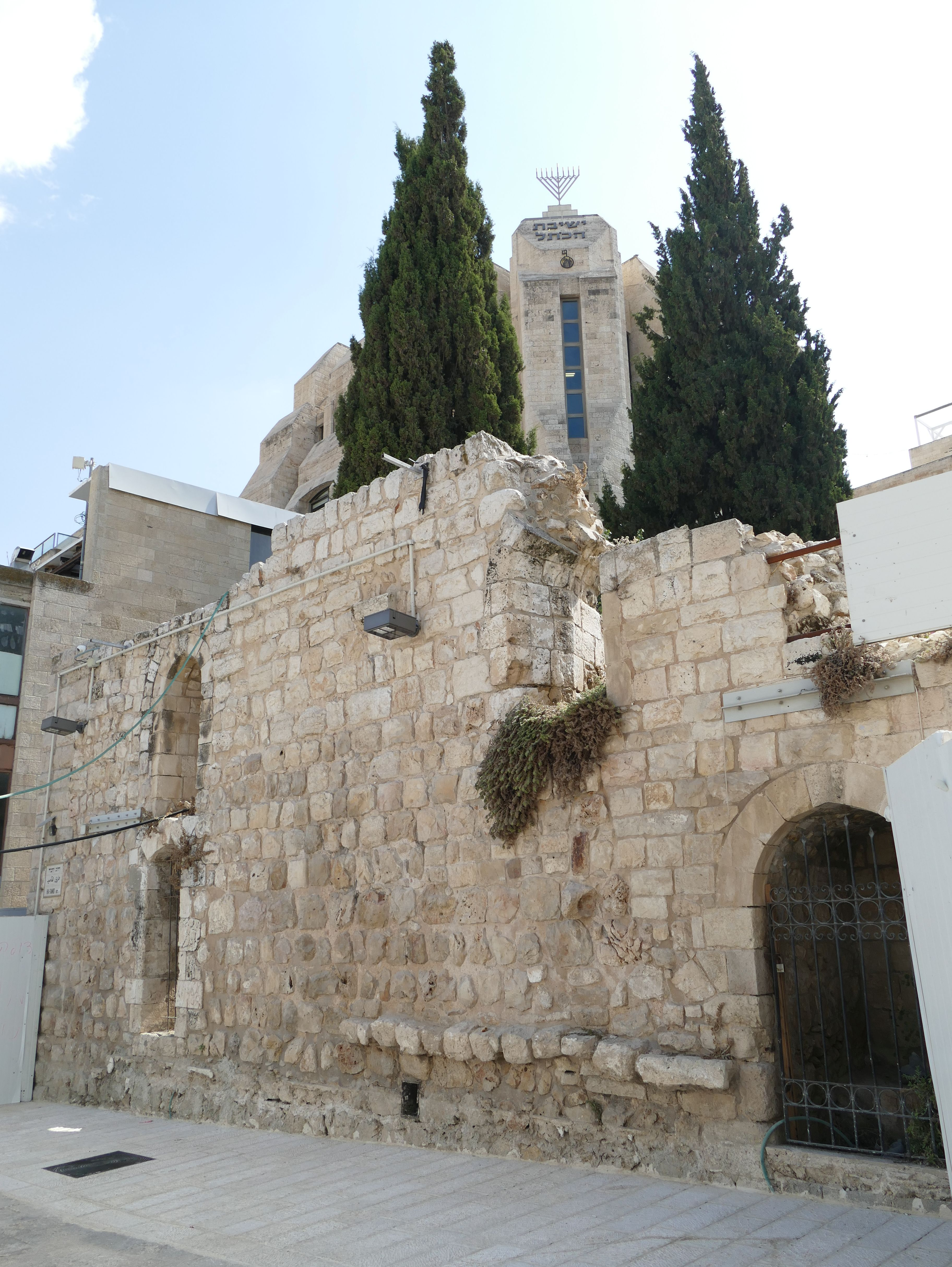
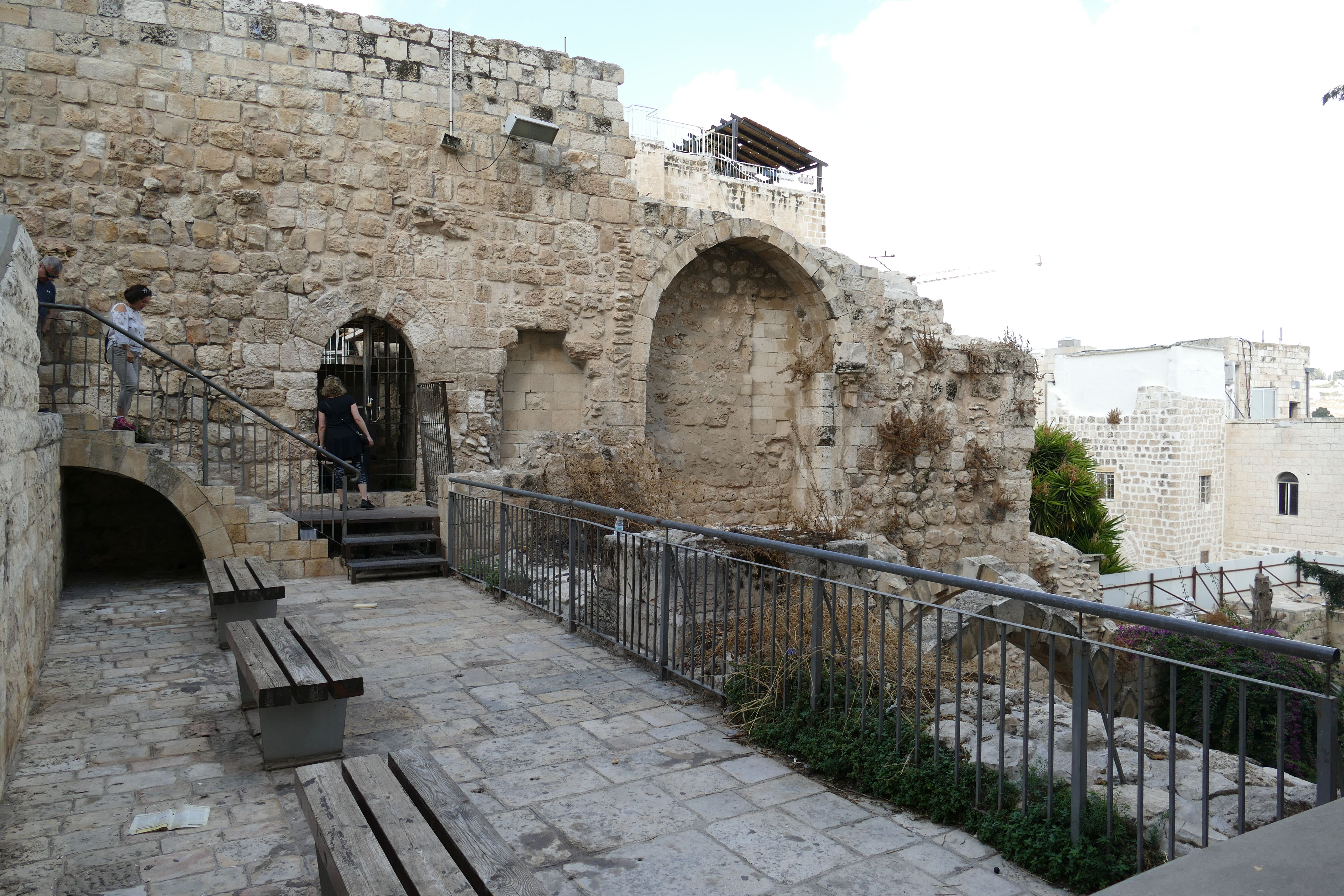